# 다니 아우베스
다니에우 아우비스 다 시우바(포르투갈어: Daniel Alves da Silva 다니에우 아우베스 다 시우바[*], 브라질 포르투갈어 발음: [dɐniˈɛw ˈawvis dɐ ˈsiwvɐ]; 1983년 5월 6일~)는 브라질의 은퇴한 축구 선수로, 현역 시절 포지션은 풀백, 미드필더, 윙어였다. 역대 최고의 풀백 중 한 명으로 여겨지는 그는 통산 43회의 우승을 차지했다.

## 클럽 경력

### 바이아
다니 아우베스는 1983년 브라질 바이아주 주아제이루에서 농부의 아들로 태어났다. 아우베스의 아버지는 축구에 대한 열정이 강했으며, 직접 축구팀을 운영하기도 했다. 아우베스는 처음에는 윙어로 시작했으나, 아버지가 풀백으로

### 세비야
2003년 다니 아우베스는 스페인 라리가의 클럽 세비야 FC로 이적하였다. 2006년 스페인에서의 오랜 생활 이후, 스페인 국적을 취득하였다.

### 바르셀로나
2008년 7월 2일 다니 아우베스는 4년 계약을 맺으며 FC 바르셀로나로 이적하였다. 이적료는 2,300만 파운드로 알려졌으며, 이는 수비수 역사상 가장 비싼 이적료이자, 바르셀로나 역사상 세번째로 비싼 이적료였다. 2008년 8월 13일 UEFA 챔피언스와 크라쿠프와의 경기에 출전하여, 바르셀로나에서의 첫 출전을 기록하였다. 8월 31일 CD 누만시아와의 경기에 출전하며, 바르셀로나에서의 첫 라리가 경기를 치렀다. 팀은 2009 UEFA 챔피언스리그 결승전에 올랐으나, 다니 아우베스는 경고 누적 징계로 인해 결승전에 뛰지 못하였다. 이 시즌에 팀은 라리가와 코파 델 레이, 챔스를 우승하며 트레블을 달성하였다. 이후 12월에 치러진 FIFA 클럽 월드컵에서도 우승을 차지했다.
라리가 2010-11 시즌에 우승을 차지하며, 바르셀로나의 3연속 리그 재패에 공헌하였다. 2011년 5월 28일 2011 UEFA 챔피언스리그 결승전에 출전하여, 맨체스터 유나이티드 FC를 3-1로 꺾고 우승을 차지했다. 2011-12 시즌에는 코파 델 레이와 클럽 월드컵에서 우승을 차지했고, 2012-13 시즌에는 라리가에서 우승하며, 바르셀로나에서의 5년 동안 4개의 라리가 트로피를 들어올리게 되었다.
2015년 6월 6일 유벤투스와 맞붙은 2015 UEFA 챔피언스리그 결승전에 선발 대전출장 보관됨 2021-07-17 - 웨이백 머신하여 승리를 거두었다. 이로하여 바르셀로나가 축구 역사상 처음으로 트레블을 두 차례 달성한 구단이 되는 데에 크게 공헌하였다. 트레블을 두 차례 달성한 선수들은 다니 아우베스와 리오넬 메시, 안드레스 이니에스타, 사비, 제라르드 피케, 페드로 그리고 세르히오 부스케츠으로, 7명이다.
2015년 6월 9일 아우베스는 바르셀로나와 2년 재계약에 서명하였다. 2015-16년 UEFA 챔피언스리그에서 바르셀로나는 아틀레티코 마드리드와의 대결에서 패배하며, 8강에서 탈락하게 되었다. 이 경기 이후 다니 아우베스는 일련의 동영상으로 인해 논란이 되게 되었다. 팀의 분위기가 좋지 않은 상황임에도, 다니 아우베스의 장난스러운 여장 비디오를 만들어 인스타그램에 업로드 하였다. 이러한 행동에 아우베스는 팬들의 원성을 사게 되었고, 바르사 구단의 호르디 모네스 디렉터는 스페인 방송에 나와 이 사건에 대해 알베스가 징계를 당할 수 있다고 언급했다. 구단과 함께하는 파트너들도 이 비디오 촬영에 대해 부적절하다고 판단했기 때문이다. 2016년 6월 2일 바르셀로나의 기술 비서 로베르토 페르난데스 보니요는 다니 아우베스와 계약 기간이 남아 있음에도 불구, 계약을 해지하는 데에 합의했다고 발표하였다.

### 유벤투스
2016년 6월 27일 다니 아우베스는 이탈리아 세리에 A의 유벤투스와 2년 계약을 맺으며 이적하였다. 8월 20일 ACF 피오렌티나와의 경기에 출전하며 세리에 A 데뷔전을 가졌다. 9월 21일 칼리아리와의 경기에 득점하며, 세리에 A에서의 첫 득점을 기록했다. 27일에는 GNK 디나모 자그레브와의 경기에 출전하며, 유벤투스에서의 첫번째 유럽 대회 출전을 기록하였다. 11월 27일 제노아와의 경기에서 다리가 부러지는 부상을 당했다. 아우베스는 2017년 2월 5일 인터 밀란과의 데르비 디탈리아 경기에서 복귀전을 가졌다. 5월 9일 AS 모나코 FC와의 경기에서 한 골과 마리오 만주키치의 골에 어시스트를 기록하며, 팀을 2017 UEFA 챔피언스리그 결승전에 올려놓았다. 2017년 코파 이탈리아 결승전에서 SS 라치오를 상대로 결승골을 기록하였다. 챔피언스리그 결승전에서는 레알 마드리드 CF를 상대로 패배하였다. 다니 아우베스는 유벤투스에서 33경기에 출전하며, 리그와 코파 이탈리아 더블 우승을 차지했다. 6월 29일 아우베스는 유벤투스와 계약을 해지하였다.

### 파리 생제르망
2017년 7월 12일 프랑스 리그 1의 파리 생제르맹 FC로 2년 계약을 맺으며, 자유 계약으로 이적하였다. 7월 29일 AS 모나코 FC를 상대로 한 트로페 데 샹피옹에 출전하였고, 한 차례의 득점과, 아드리앵 라비오의 결승골에 어시스트를 기록하였다.

## 국가대표팀 경력
다니 아우베스는 2006년 10월 7일 쿠웨이트 SC와의 비공식 친선 경기에 출전하여, 브라질 축구 국가대표팀에서의 데뷔전을 가졌다. 2007년 코파 아메리카 에콰도르와의 경기에 출전하며, 첫 공식 경기 출전을 기록하였다. 다니 아우베스는 역사상 가장 비싼 수비수라는 기록을 세웠음에도 불구하고, 2009년 FIFA 컨페더레이션스컵에서 마이콩의 후보로 선택되었다. 2014년 5월 7일 아우베스는 2014년 FIFA 월드컵의 브라질 대표팀 최종 명단에 포함되었다.

## 경력 통계

### 클럽
2023년 1월 8일 기준
| 시즌        | 구단          | 리그        | 리그 | 리그 | FA컵 | FA컵 | 대륙대회 | 대륙대회 | 기타 | 기타 | 총합 | 총합 |
| 시즌        | 구단          | 디비전      | 출장 | 득점 | 출장 | 득점 | 출장     | 득점     | 출장 | 득점 | 출장 | 득점 |
| ----------- | ------------- | ----------- | ---- | ---- | ---- | ---- | -------- | -------- | ---- | ---- | ---- | ---- |
| 2001        | 바이아        | 세리이 A    | 6    | 0    | 0    | 0    | —        | —        | —    | —    | 6    | 0    |
| 2002        | 바이아        | 세리이 A    | 19   | 2    | 6    | 2    | —        | —        | —    | —    | 25   | 4    |
| 2002–03     | 세비야        | 라리가      | 10   | 0    | 1    | 0    | —        | —        | —    | —    | 11   | 0    |
| 2003–04     | 세비야        | 라리가      | 29   | 1    | 7    | 1    | —        | —        | —    | —    | 36   | 2    |
| 2004–05     | 세비야        | 라리가      | 33   | 2    | 5    | 0    | 9        | 0        | —    | —    | 47   | 2    |
| 2005–06     | 세비야        | 라리가      | 36   | 3    | 2    | 0    | 14       | 0        | —    | —    | 52   | 3    |
| 2006–07     | 세비야        | 라리가      | 34   | 3    | 8    | 0    | 15       | 2        | —    | —    | 57   | 5    |
| 2007–08     | 세비야        | 라리가      | 33   | 2    | 3    | 0    | 9        | 2        | 2    | 0    | 47   | 4    |
| 2008–09     | 바르셀로나    | 라리가      | 34   | 5    | 8    | 0    | 12       | 0        | —    | —    | 54   | 5    |
| 2009–10     | 바르셀로나    | 라리가      | 29   | 3    | 3    | 0    | 12       | 0        | 4    | 0    | 48   | 3    |
| 2010–11     | 바르셀로나    | 라리가      | 35   | 2    | 5    | 0    | 12       | 2        | 2    | 0    | 54   | 4    |
| 2011–12     | 바르셀로나    | 라리가      | 33   | 2    | 5    | 1    | 11       | 0        | 3    | 0    | 52   | 3    |
| 2012–13     | 바르셀로나    | 라리가      | 30   | 0    | 6    | 0    | 10       | 1        | 1    | 0    | 47   | 1    |
| 2013–14     | 바르셀로나    | 라리가      | 27   | 2    | 5    | 0    | 8        | 2        | 2    | 0    | 42   | 4    |
| 2014–15     | 바르셀로나    | 라리가      | 30   | 0    | 5    | 0    | 11       | 0        | —    | —    | 46   | 0    |
| 2015–16     | 바르셀로나    | 라리가      | 29   | 0    | 6    | 1    | 9        | 0        | 4    | 0    | 48   | 1    |
| 2016–17     | 유벤투스      | 세리에 A    | 19   | 2    | 2    | 1    | 12       | 3        | 0    | 0    | 33   | 6    |
| 2017–18     | 파리 생제르맹 | 리그 1      | 25   | 1    | 0    | 0    | 8        | 2        | 5    | 1    | 41   | 5    |
| 2018-19     | 파리 생제르맹 | 리그 1      | 23   | 1    | 4    | 2    | 3        | 0        | 2    | 0    | 32   | 3    |
| 2019        | 상파울루      | 세리 A      | 20   | 2    | -    | -    | -        | -        | -    | -    | 20   | 2    |
| 2020        | 상파울루      | 세리 A      | 30   | 1    | 6    | 0    | 6        | 2        | 11   | 4    | 53   | 7    |
| 2021        | 상파울루      | 세리 A      | 6    | 0    | 1    | 0    | 6        | 0        | 9    | 1    | 22   | 1    |
| 2021-22     | 바르셀로나    | 라리가      | 14   | 1    | 2    | 0    | 0        | 0        | 1    | 0    | 17   | 1    |
| 2022-23     | UNAM          | 리가 MX     | 13   | 0    | -    | -    | -        | -        | -    | -    | 13   | 0    |
| 커리어 통산 | 커리어 통산   | 커리어 통산 | 597  | 35   | 94   | 8    | 162      | 15       | 19   | 1    | 910  | 67   |

Notes
1. ↑  코파 두 브라질, 코파 델 레이, 코파 이탈리아를 포함.

1. 1 2  UEFA컵 출장
횟수
2. ↑  UEFA컵 14회 출장 및 2골, UEFA 슈퍼컵 1회 출장
3. ↑  UEFA 챔피언스리그 8회 출장 및 2골, UEFA 슈퍼컵 1회 출장
4. 1 2 3 4  수페르코파 데 에스파냐 출장 횟수
5. 1 2 3 4 5 6  UEFA 챔피언스리그 출장
횟수
6. ↑  UEFA 챔피언스리그 11경기 출장, UEFA 슈퍼컵 1경기 출장
7. ↑  수페르코파 데 에스파냐 2경기 출장, FIFA 클럽 월드컵 2경기 출장
8. ↑  UEFA 챔피언스리그 10경기 출장, UEFA 슈퍼컵 1경기 출장
9. ↑  수페르코파 데 에스파냐 2경기 출장, FIFA 클럽 월드컵 1경기 출장
10. ↑  UEFA 챔피언스리그 8경기 출장, UEFA 슈퍼컵 1경기 출장
11. ↑  수페르코파 데 에스파냐 2경기 출장, FIFA 클럽 월드컵 2경기 출장

## 수상

#### 바이아
- 코파 두 노르데스테 : 2002

#### 세비야
- 국왕컵 : 2006-07
- 수페르코파 데 에스파냐 : 2007
- UEFA컵 : 2005–06, 2006–07
- UEFA 슈퍼컵 : 2006

#### 바르셀로나
- 라리가 : 2008-09, 2009-10, 2010-11, 2014-15, 2015-16
- 국왕컵 : 2008–09, 2011–12, 2014-15, 2015-16
- 수페르코파 데 에스파냐 : 2009, 2011, 2013, 2015
- UEFA 챔피언스리그 : 2008-09, 2010-11, 2014-15
- UEFA 슈퍼컵 : 2009, 2011, 2015
- FIFA 클럽 월드컵 : 2009, 2011, 2015

#### 유벤투스
- 세리에 A : 2016-17
- 코파 이탈리아 : 2016-17

#### 파리 생제르맹
- 리그 1 : 2017-18, 2018-19
- 쿠프 드 프랑스 : 2017-18
- 쿠프 드 라 리그 : 2017-18
- 트로페 데 샹피옹 : 2017

#### 상파울루
- 캄페오나투 파울리스타 : 2021

#### 브라질
- FIFA U-20 월드컵 : 2003
- 코파 아메리카 : 2007, 2019
- FIFA 컨페더레이션스컵 : 2009, 2013
- 하계 올림픽 금메달 : 2020

### 개인
- UEFA컵 MVP : 2005-06
- 라리가 올해의 수비수[7] : 2008-09
- 라리가 올해의 팀[7] : 2014-15
- 세리에 A 올해의 팀 : 2016-17
- 리그 1 올해의 팀 : 2017-18
- 캄페오나투 파울리스타 올해의 팀 : 2020
- UEFA 올해의 팀 : 2007, 2009, 2011, 2015, 2017
- FIFA/FIFPro 월드 베스트 XI : 2009, 2011, 2012, 2013, 2015, 2016, 2017, 2018
- ESM 올해의 팀 : 2006–07, 2008–09, 2009–10, 2010–11, 2011–12
- FIFA U-20 월드컵 브론즈볼 : 2003
- 코파 아메리카 골든볼 : 2019
- 코파 아메리카 대회 베스트 : 2019
- FIFA 컨페더레이션스컵 대회 베스트 : 2013
- IFFHS 2010년대 남아메리카 베스트 : 2020
- UEFA 슈퍼컵 최다 우승자 - 4회

## 같이 보기
- A매치 100경기 이상 출전한 축구 선수 명단